# Dame d'honneur en Égypte antique
Dame d'honneur est un titre honorifique dans l'Égypte antique également traduit ornement royal. Les titulaires du titre sont le plus souvent des femmes mariées de haut rang.
Les femmes avec ce titre sont connues dès la Première Période intermédiaire, moins souvent durant le Moyen Empire, mais de nouveau encore souvent lors de la Deuxième Période intermédiaire et le Nouvel Empire.
À la XIe dynastie, quelques reines de Montouhotep II portent ce titre.
Henry George Fischer traduit le titre Khekeret-nisout comme ornement du roi et voit les femmes avec ce titre dans le cadre du harem royal. Harco Willems a fait valoir que la traduction correcte est adoratrice du roi et que ces femmes jouaient un rôle dans le culte du roi.